# 逄国
逄国，或记作逢国，中国先秦时期的一个诸侯国，其国君为伯爵，公族为姜姓。

## 文献记载
春秋末年成书的《左传·昭公二十年》记载有齐国大夫晏婴对于齐地古史的一段话：“昔爽鸠氏始居此地，季荝因之。有逄伯陵因之，蒲姑氏因之，而后太公因之。”又按东汉时班固所编撰的《汉书·地理志下》记载，爽鸠氏与少昊是同一时期，季荝为虞夏时期，逄伯陵与商汤同时，蒲姑氏，即薄姑氏，为商代末年的诸侯，太公则是指齐太公姜子牙。从商汤到商末，此处所说的逄国是一个存在时间几乎与商朝相始终的诸侯国。
战国初期成书的《国语·周语下》“景王问钟律于伶州鸠”一文中有“我姬氏出自天黿，及析木者，有建星及牽牛焉，則我皇妣大姜之姪、伯陵之後逄公之所憑神也”，三国时期吴国史学家韦昭注释称“伯陵，大姜之祖有逄伯陵也。逄公，伯陵之後，大姜之姪，殷之諸侯，封於齊地”，其中“大姜”是指周太王古公亶父的妻子、周文王昌的祖母太姜，由于逄公是太姜的侄子，由此可知这位逄公以及他的先祖逄伯陵也都是姜姓。《山海经·海内经》中也有伯陵为炎帝之孙的记载。
其后史家多沿用了这些观点：晋代杜预注《左传》“有逄伯陵因之”一句时，称“逢伯陵，殷诸侯，姜姓”；元代于钦撰《齐乘》有“逢伯陵，商之诸侯，封于齐”。

## 都邑考释
南宋郑樵著《通志·氏族略·以国为氏》“逄氏”一条：“逄氏，音庞，商诸侯，封于齐土，至商周之间有蒲姑氏代之。至武王伐商后封太公焉。其地在今临淄。”《齐乘·古迹》“逄陵城”一条：“逄陵城，般阳府东北四十里。逢伯陵，商之诸侯，封于齐，薄姑氏因之，后太公又代之”:580，此处“般阳府”是指元代在山东省北部的行政区划般阳府路，治所为淄川县（今淄博市淄川区）。

## 文物佐证
从1979年开始，考古人员对山东省济阳县刘台子遗址多个墓葬进行了发掘，出土了卷鼻象足方鼎等多件铭文中带有“夅”字的青铜器。